# Березівська волость (Олександрійський повіт)
Березівська волость — історична адміністративно-територіальна одиниця Олександрійського повіту Херсонської губернії.
Станом на 1886 рік — складалася з 11 поселень, 11 сільських громад. Населення — 1236 осіб (655 чоловічої статі та 581 — жіночої), 235 дворових господарств.
|                     | Площа, десятин | У тому числі орної, дес. |
| ------------------- | -------------- | ------------------------ |
| Сільських громад    | 1669           | 1235                     |
| Приватної власності | 12324          | 3240                     |
| Казенної власності  | —              | —                        |
| Іншої власності     | 88             | 23                       |
| Загалом             | 14081          | 4498                     |

Найбільше поселення волості:
- Березівка (Керешека) — село при річці Березівка за 70 верст від повітового міста, 207 осіб, 43 дворів. За 1½ версти — православна церква.